# Ан-71
Ан-71 (за кодифікацією НАТО: Madcap — англ. «Зайдиголова») — літак дальнього радіолокаційного виявлення, управління і наведення. Розроблений в АНТК імені Олега Антонова для заміни літака Ту-126. Один з дослідних зразків, що літав, знаходиться в музеї авіації міста Києва.
Літак Ан-71 був створений в 1980-х рр на базі серійного легкого військово-транспортного літака Ан-72 шляхом глибокої модернізації. Всього було побудовано три дослідні повітряні машини Ан-71, які пройшли всебічні державні льотні випробування, проте в серійне виробництво літак не потрапив.

## Історичні передумови проєкту
До кінця 70-х рр. на Заході змінилися кілька поколінь літаків ДРЛС. ВПС США і Об'єднані збройні сили НАТО мали у своєму розпорядженні стратегічні літаки ДРЛС E-3A Sentry. ВМФ США експлуатував палубні E-2C Hawkeye, які як тактичний літак ДРЛС були прийняті на озброєння в Ізраїлі. Багато в чому завдяки своєчасному освоєнню E-2C авіація цієї країни отримала значні переваги в черговій війні з арабами в 1982 р. У той час у СРСР був на озброєнні тільки стратегічний Ту-126, а літака оперативно-тактичного призначення для безпосереднього управління бойовими діями не було.
У 1982 р. уряд СРСР за поданням міністерств оборони, авіа-, радіо- та електронної промисловості, а також промисловості засобів зв'язку ухвалив рішення про проведення дослідницьких робіт по оперативно-тактичному літаку ДРЛС. Головним підприємством був визначений Київський механічний завод (КМЗ — нині АНТК імені Олега Антонова), а з радіоелектронної комплексу — Московське НВО "Вега". Вимоги до літака були дуже високі, а терміни виконання стислі. Треба було створити машину наземного базування, що не поступається Е-2С. Застосування цього літака дозволило б значно підвищити бойову ефективність радянської винищувальної і штурмової авіації.
На основі базової моделі Ан-72, розглядалася можливість створення цілого ряду військових літаків, проте через загальноекономічні проблеми, характерні для останніх років існування СРСР і пострадянського періоду, більшість з них залишилося або в дослідних примірниках, або в проєктах. Серед побудованих машин найістотнішими відмінностями конструкції від «транспортника» мав оперативно-тактичний літак дальнього радіолокаційного спостереження Ан-71 («виріб 87», провідний конструктор А. І. Науменко).
Вимоги до нього складались військовими під враженням досвіду війни в Лівані, де ізраїльтяни успішно застосовували американські машини ДРЛО Е-2С «Гокай».
Вимоги, сформовані в 1982—1983 рр. ВПС і ППО за участю науково-дослідних інститутів і підприємств промисловості, передбачали:
- тривалість польоту 4,5-5 год;
- можливість виявлення на великих відстанях багатьох малопомітних цілей, що летять низько;
- одночасний супровід не менше 120 цілей;
- виявлення в широкому діапазоні частот випромінюючих РЛС, їх класифікацію і визначення пеленга, відображення відповідної інформації на робочих місцях операторів;
- спільну роботу літака з винищувачами-перехоплювачами, які є на озброєнні, так і з розроблюваними;
- передачу інформації одночасно на командні пункти та в АСУ ВПС, ППО, ВМФ і Сухопутних військ;
- експлуатацію в різних географічних зонах в простих і складних метеоумовах, вдень і вночі, при температурах зовнішнього повітря ±50 °C;
- забезпечення автономності базування протягом тривалого часу.

У цей же період, починаючи з 1982 р., ДКБ ім. О. К. Антонова на базі тактичного військово-транспортного літака Ан-72 розробляло літак ДРЛС Ан-71 для ВПС.
Для роботи в парі з Ан-71 передбачалось застосування літака-ретранслятора Ан-72БР. Хоча, за іншими даними, машина під позначенням Ан-72БР була не літаком-ретранслятором, а носієм радіолокаційної станції виявлення наземних цілей.

## Конструктивні особливості
Особливістю розробки літака, що пізніше отримав позначення Ан-71, стало оперативне вирішення концептуальних питань: визначення компоновки, складу і технічного рівня устаткування, порядку і термінів створення, а також тактики застосування. У результаті в IV кварталі 1982 р. з'явився проєкт ТТЗ і технічна пропозиція на літак (у двох варіантах побудови РТК, 1-й варіант — РТК, що працює в дециметровому діапазоні довжин хвиль, з розміщенням антенних систем в обтічнику над фюзеляжем літака. 2-й варіант — РТК, що працює в сантиметровому діапазоні, з розміщенням антенних систем в носовій і хвостовій частинах фюзеляжу (у період роботи над темою на Київському механічному заводі (КМЗ) опрацьовувався також варіант цього літака з конформними антенами).
При розробці техпропозиціями розглядалися декілька носіїв РТК, в тому числі: Ан-32, Ан-12, Ан-72 і спеціально створюваний літак. Оцінювалися аеродинамічні й компонувальні особливості планера та устаткування, енергетичні можливості і реальність досягнення передбачуваних ТТХ. Проводилися аеродинамічні дослідження на моделях двох варіантів літака. Визначалося: положення антенного обтічника (АТ) з урахуванням інтерференції з фюзеляжем, крилом і оперенням, вплив його на стійкість, керованість, аеродинамічні якості тощо. Підготовлені матеріали до березня 1983 р. були розглянуті замовником і на основі їх всебічного аналізу був прийнятий варіант з розміщенням антени над фюзеляжем, що став основою для розробки цього комплексу.
На етапі техпропозиції фактично визначався вигляд нової машини: опрацьовування і дослідження були настільки глибокі і об'ємні, що дозволили перейти до робочого проектування, минаючи стадію ескізного проєкту і спорудження макету.

### Фюзеляж

#### Аеродинамічне компонування
Аеродинамічне компонування Ан-71 вибиралася, виходячи з необхідності забезпечення роботи антени РТК без зон затінення конструкцією літака. Опрацьовувалися дві схеми розміщення АТ: на спеціальному пілоні і на закінцівках вертикального оперення (ВО). Проаналізований ряд схем показав переваги останньої, хоча при цьому потрібно було наново розробити ХЧФ і оперення. Було спроектовано ВО, що мало зворотну стрілоподібність, великі хорду і товщину (подібне рішення передбачалося в одному з ранніх проєктів американського EC-137D). У порівнянні з вихідним Ан-72 майже на 4 м зменшилося його плече, що негативно позначилося на керованості машини. Горизонтальне оперення (ГО), перенесене на фюзеляж, потрапляючи в зону дії реактивних струменів від двигунів, повинне було нести високі вібраційні навантаження. Для зниження цього негативного впливу ГО додали досить значний кут поперечного «V» і спроектували відігнуту вгору ХЧФ, що дозволило підняти ГО на 500 мм. Двигуни були замінені на Д-436 запорізького підприємства «Прогрес» зі значно збільшеною тягою. При цьому моментні характеристики літака в тангажу все ж помітно відрізнялися від Ан-72.
Для розміщення на літаку радіотехнічного комплексу (РТК), створеного московським НВО «Вега», антоновські конструктори використовували ряд оригінальних рішень. Найсміливішим стало застосування кіля зворотної стрілоподібності, на вершині якого встановили антену РТК у великому дископодібному обтічнику.

#### Радіолокаційне оснащення
Установка значної кількості радіоелектронного устаткування, систем кондиціювання та охолодження, обладнання робочих місць операторів призвели до значного зростання маси літака. При цьому однією з основних вимог залишалася можливість базування на фронтових аеродромах і висока швидкопідйомність, зумовлена невеликим часом реагування по тривозі.
Для їх збереження, а так само для забезпечення можливості виконання зльоту з ґрунтової ЗПС при відмові одного двигуна, в хвостовій частині Ан-71 похило був встановлений додатковий розгінний одновальний ТРД РД-38А, повітрозабірник якого знаходився зверху фюзеляжу і в крейсерському польоті закривався спеціальної стулкою. Цей двигун був розроблений в Рибінську як підйомний двигун літака вертикального зльоту Як-38.
Зазнав літак і інших змін, зокрема, для збільшення енергоозброєності його оснастили потужнішими маршовими двигунами Д-436К і додатковим «розгінним» двигуном РД-36А (варіант підіймального двигуна літака Як-38).
Перший дослідний Ан-71 (сер. № 01) переробили з прототипу Ан-72 № 004. 12 липня 1985 екіпаж льотчика-випробувача А. В. Ткаченко зробив на цій машині перший політ.
Метод переробки використовували і при спорудженні ще двох екземплярів Ан-71: призначений для статвипробуваннь № 02 отримали з статмашини Ан-72 № 001, а другий льотний № 03 — з поставлених харків'янами агрегатів серійного Ан-72 (сер. № 01-03).
У зв'язку із значною масою встановленого на літаку радіоелектронного обладнання, в його силовій установці використовуються потужніші двигуни Д-436К, що є модифікацією двигунів Д-36, встановлених на Ан-72. Так як і ці двигуни не забезпечують безпечного зльоту літака у разі відмови одного з двигунів, у хвостовій частині встановлений додатковий стартовий двигун РД-38А з тягою 2900 кгс. На Ан-71 встановлено посилене шасі, що дозволяє експлуатувати літак на ґрунтових аеродромах. У цілому забезпечена можливість автономної експлуатації літака протягом 30 діб.

### Радіоелектронний комплекс
Основу бортового радіоелектронного обладнання літака становить радіотехнічний комплекс «Квант», призначений для огляду повітряного простору на дальність 350—370 км в діапазоні висот від 0 до 30 000 м (літак типу «винищувач» з ефективною відбиваючою поверхнею 2 м² виявляється на дальності 200 км, координати цілі на цій дальності визначаються з точністю 2,5 км). РЛС комплексу «Квант» працює в діапазоні дециметрових хвиль, повний оберт антени здійснюється за 10 секунд. Комплекс дозволяє одночасно супроводжувати до 170 цілей. Інформація про них обробляється бортовий ЕОМ і може бути передана за закритими каналами зв'язку на наземні пункти управління або на інші літаки. Крім основної модифікації Ан-71 була розроблена також модифікація Ан-71К, призначена для розміщення на важкому авіаносному крейсері «Адмірал Кузнєцов». Є відомості про розробку на базі Ан-72 ще одного літака ДРЛС — Ан-88, у якого замість РЛС з антеною, що обертається в дископодібному обтікачі, використовується РЛС з фазованими антеною ґратами. Антена цієї РЛС встановлена в напливах по обидві сторони фюзеляжу.

### Особливості виробництва
У I-му кварталі 1983 р. після розгляду техпропозицій і ТТХ почалося робоче проектування літака. Директивний графік встановлював такі терміни: робоче проектування — до III кварталу 1984 р,; підготовка виробництва — I—III квартал 1984 р.; виготовлення деталей і агрегатів — I—IV квартал 1984 р.; остаточна збірка, монтаж систем, відпрацювання та передача літака на льотні випробування — I—II квартал 1985 р. Ухвала Радміна CCCP про спорудження літака ДРЛС Ан-71 було підписано 9.01.1984 р., коли роботи над машиною йшли вже повним ходом.
Наказом по КМЗ від 01.10.1982 р. провідним конструктором машини був призначений А. І. Науменко. Пізніше призначені провідні конструктори за напрямками; С. П. Федін — з радіоелектронного обладнання; Ю. І. Хоролець — з будівництва літака; С. А. Філь — з льотних випробувань, Е. А. Шоломицький — з систем кондиціювання і охолоджування. На ЛВіДБ КМЗ супровід літака в процесі льотних випробувань доручили провідним інженерам: І. І. Радауцану, А. Ю. Доленку і А. М. Загуменному. Загальне керівництво і вирішення найскладніших концептуальних проблем здійснював П. В. Балабуєв (з 1984 р. — генеральний конструктор).
Будувалися одночасно три літаки: два льотні і один для статвипробувань. Перший Ан-71 (термін здачі — II-й квартал 1985 р.) перероблявся з четвертого дослідного Ан-72. Він мав досить великий наліт і одну аварійну посадку, після якої не експлуатувався. Цей літак забезпечили серійною РЛС від Ан-72 з носовим обтікачем більшого розміру в результаті чого він отримав характерний «пеліканів дзьоб». Крім того, літак мав коротший  фюзеляж ніж у серійного літака, що вимагало встановлення перед крилом між 14 і 15 шпангоутами 990-мм вставки.
За незвичайний вигляд літака довелося розплачуватися необхідністю вирішення цілого ряду проблем, серед яких.
- — Недостатня стійкість і керованість літака в бічному і поздовжньому каналах:
- — Необхідність встановлення дволанкового, чотирьохсекційного керма напряму великої площі, що ускладнило управління і помітно знизило ефективність триммера керма;
- — Довантаження ГО від потоку газів двигунів.

Коли креслення загального вигляду Ан-71 принесли на затвердження О. К. Антонову, він. задумливо поглянув на нього, вимовив «Так.. екзотика …Ну, що ж. Це потрібно…»
У середині червня 1985 р. перший Ан-71, що отримав реєстраційне позначення СССР-780151, в повному обсязі укомплектували авіаційними системами і частково макетом РТК. 23 червня 1985 о 11.30 відбулася урочисте викочування його зі складального цеху. 25 червня машину заправили і здійснили тарирування. 3 липня був підписаний акт про передачу літака на ЛВіДБ КМЗ для проведення льотних випробувань, і вже 5 липня виконані перші швидкісні пробіжки. Того ж дня оформили акти про готовність літака і екіпажу до першого вильоту.

## Морський варіант Ан-71
Також назрівала необхідність мати літаки ДРЛС в складі авіагрупи, що мала базуватися на авіанесучих крейсерах СРСР.
У 1982—1983 рр. в ДКБ опрацьовувався і варіант корабельного літака ДРЛС. Спочатку розглядалися два варіанти — на базі створюваної сухопутної машини і знов проектованої. Надалі роботи продовжилися у напрямі модифікації Ан-71 в палубний літак. У IV кварталі 1983 з'явилося ТТЗ, а в III кварталі 1984 р. розробили техпропозиціями. У ньому був представлений варіант палубного літака-носія, що виконує ТТЗ в повному обсязі. Проте для нього на авіаносні кораблі слід було мати катапульту, а не злітну смугу з трампліном, або істотно підвищити тяговоозброєність машини (пропонувався варіант з трьома розгінними двигунами).
Замовник, ознайомившись з техпропозиціями, ухвалив наступне рішення:
- 1. Виходячи з умов зльоту і посадки з авіаносного корабля, маси РТК, необхідності серйозного доопрацювання сухопутного варіанту, проведення великого обсягу аеродинамічних і стендових досліджень, вважати недоцільним подальшу розробку корабельного літака на базі сухопутного.
- 2. Продовжити роботи зі створення корабельного варіанту з виконанням дослідно-конструкторських робіт зі всіма етапами.

Конструктори проробляли палубний варіант Ан-71 і прийшли до висновку, що для роботи з обладнаного трампліном важкого авіаносного крейсера «Тбілісі» (нині — «Адмірал Кузнєцов») слід значно підвищити енергоозброєність літака. Як один з варіантів розглядалося оснащення його трьома розгінними двигунами. Вивчивши техпропозиціями антоновців, військові визнали недоцільною подальшу розробку палубного літака ДРЛС на базі Ан-71.
У цей же період, починаючи з 1982 р., ДКБ 0. К. Антонова на базі тактичного військово-транспортного літака Ан-72 розробляло літак ДРЛС Ан-71 для ВПС. Тому, для виходу із складної ситуації в березні 1983 р. було вирішено зробити розробку альтернативного проєкту корабельного літака РЛДН і покласти це завдання на ДКБ 0. К. Антонова. На базовому літаку Ан-72 для підвищення підйомної сили крила і злітно-посадочних характеристик обидва маршових ТРДД Д-436К його силової установки були розміщені над крилом, забезпечуючи обдув його верхній поверхні і механізації. Для підвищення тяговоозброєність літак Ан-71 додатково оснащувався бустерними ТРД РД-38А.
Палубний варіант, літак Ан-71К, передбачалося оснастити трьома бустерними ТРД РД-38А. Антена РЛС РТК Е-700 розміщувалася у круглому плоскому грибоподібному обтікачі на вершині кіля, який мав зворотну стрілоподібність по задній і передній кромках.
Аванпроект Ан-71К був підготовлений до осені 1984 р. В результаті розгляду аванпроектів виявилося, що геометричні розміри і злітна маса Ан-71К не дозволяють розмістити його на кораблі, і подальша розробка корабельного літака ДРЛС Ан-71К була припинена.

## Випробування
11 липня 1985 року методична рада, що складалася з представників Київського механічного заводу (КМЗ), замовника і ЛВВ, підписала дозвіл на виконання першого вильоту. 12 липня 1985 року, о 14:30, екіпаж у складі А. В. Ткаченко (командир), С. О. Горбик (помічник командира, випускник ХАІ 1966 року), В. А. Петренко (бортінженер-випробувач) та Радауцан Іван Іванович (інженер-експериментатор, випусник ХАІ 1957 року) підняв Ан-71 у повітря з злітно-посадкової смуги Київського авіазаводу.
Перший політ унікального літака дальнього радіолокаційного стеження Ан-71, що був розроблений в Україні на базі КБ «Антонова» шляхом глибокої модифікації Ан-72 відбувся 12 липня 1985 року.
Успішний політ до аеродрому в Гостомелі став підсумком майже трирічного марафону зі створення літака. Основним елементом устаткування Ан-71 був ротодомний маяк (AWACS), що дозволяв виявляти цілі на відстані 400 км і висоті до 12 км. Всього було побудовано три машини, які пройшли льотні випробування, проте нажаль, з припиненням фінансування в серійне виробництво літак так і не потрапив. 
У розробці та випробуваннях брали участь: генеральний конструктор літаків АН завідувач кафедрою 103 ХАІ Олег Антонов, головний конструктор Ан-71 Олександр Науменко (випускник ХАІ), провідні конструктори за напрямками (випускники ХАІ): Юрій Хоролець (з будівництва літака), Сергій Філь (з льотних випробувань), Едуард Шоломицький (з систем кондиціювання і охолоджування), Петро Балабуєв (загальне керівництво). 
Двигуни Д-436К, що підняли Ан-71 в небо, виробництва ЗМКБ «Прогрес» та «Мотор Січ».
До кінця 1985 року Ан-71 виконав 75 польотів із загальним нальотом в 117 годин. З них 50 — за програмою генерального конструктора, а 25 — на дослідження і доведення. Льотні випробування цієї машини з експериментальним зразком РТК почалися в травні 1986 року.
19 лютого 1986 року відбулося викочування Ан-71 (№ 03), який отримав реєстраційне позначення СРСР-780361, а 28 лютого його підняв у повітря екіпаж у складі: В. Г. Лисенко (командир), О. В. Ткаченко (помічник командира), Ю. О. Дмитрієв (бортінженер-випробувач) і М. H. Березюк (інженер-експериментатор).
Випробування обох літаків проводилися спочатку за програмою генерального конструктора, а потім по 1-у етапу ЛКВ. До припинення програми Ан-71 (наприкінці 1990 року) виконано 387 польотів (650 льотних годин) на машині № 01 і 362 польоту (380 льотних годин) на машині № 03. У ході експериментів мінявся склад екіпажів, але найбільшу кількість польотів виконав С. В. Максимов — провідний льотчик цього літака. У травні 1986 року на літаку був змонтований комплект радіоелектронного обладнання.
Екіпаж, і устаткування розміщені на літаку Ан-71 таким чином: за радіопроззорим обтічником навігаційної РЛС знаходиться кабіна льотчиків, за нею йде кабіна з робочими місцями трьох операторів радіотехнічного комплексу «Квант», а також частина апаратури зліттого комплексу, середня частина фюзеляжу використовується для розміщення ЕОМ комплексу «Квант» і деяких систем загальнолітакового обладнання. У хвостовій частині фюзеляжу розміщені блоки апаратури РЛС кругового огляду. Кабіни літака мають захист від електромагнітного випромінювання РЛС.
У процесі випробувань досліджувалися характеристики:
- на граничних за міцністю режимах польоту;
- при імітації відмов в системі управління;
- стійкості і керованості літака у всьому експлуатаційному діапазоні швидкостей, центрівок, кутів атаки і ковзання (у тому числі на важливому для літака ДРЛС режимі «плоского розвороту»);
- маршових і розгінного двигунів, систем силової установки;
- літакових систем і комплексів, у тому числі забезпечують роботу РТК;
- впливу електромагнітних полів на роботу РТК ДИСС і СДН (згодом була встановлена захист ДИСС і переміщені антени СДН);
- ЕМС засобів радіозв'язку, всереденіоб'єктових і зовнішньої ЕМС;
- системи охолодження і температурний режим у відсіках фюзеляжу;
- радіогерметичності конструкції літака і системи біозахисту екіпажу і обслуговчого персоналу при працюючій РЛС;
- комплексу засобів зв'язку при спільній роботі з наземними і повітряними абонентами, у тому числі в перешкодозахищеному режимі;
- радіолокаційного каналу (дальність, потрібна потужність обчислювального комплексу, антенно-фідерних пристроїв, впливу конструкції літака і підстилаючої поверхні тощо);
- вібронавантаженості апаратури РТК і літакового устаткування.

На першому Ан-71 в ХЧФ під обтічником встановили ПШПС. Її планувалося використовувати при необхідності в льотних випробуваннях на великих кутах атаки, які були проведені в повному обсязі у квітні 1988 року. Підтверджено задовільні характеристики стійкості і керованості Ан-71 на цих режимах. При виході на максимальні кути атаки звалювання літака в штопор не відбувалося.
Випробувальні польоти проводилися не тільки з київських аеродромів, але і в інших регіонах, включаючи Середню Азію, Кавказ, Поволжя і Крим, над різними типами підстилаючої поверхні і в усі пори року. Практично в повному обсязі була завершена програма 1-го етапу ЛКВ.
Випробування літаків і відпрацювання кількох варіантів РТК велися до кінця 1990 року. За цей час на двох машинах виконали 749 польотів загальною тривалістю понад 1000 годин. Комплекс продемонстрував можливість супроводжувати одночасно 120 повітряних цілей, виявляти їх у радіусі 350 км на висотах від 0 до 30 км . Проте до передачі Ан-71 на Держвипробування і, тим більше, до запуску в серійне виробництво справа не дійшла.
Велика увага приділялася забезпеченню ЕМС бортових комплексів. Була створена автоматизована СБВ характеристик ЕМС. Вона дозволила істотно скоротити час досліджень, підвищити достовірність вимірювань, збільшити їх обсяг, проводити як парні, так і групові вимірювання з урахуванням реакції систем на попереднє вплив. Створена СБВ ЕМС у 1985—1990 роках не мала вітчизняних і зарубіжних аналогів. На Київський механічний заваод (КМЗ) був побудований стенд цієї системи, для спільної роботи з яким допрацювали стенди комплексів навігаційного і зв'язку, що дозволило проводити попереднє відпрацювання радіоблоку. На обох льотних екземплярах Ан-71 СБВ ЕМС була змонтована в повному обсязі і показала свою працездатність. Завдяки універсальності, цю систему можна застосовувати на будь-яких об'єктах, де потрібна оцінка ЕМС.
Практично в повному обсязі була завершена програма першого етапу льотно-конструкторських випробувань.

## Подальший розвиток

Ан-72Р (сер. № 10-09) на аеродромі Святошин. Київ, вересень 2004

Є відомості про розробку на базі Ан-72 ще одного літака ДРЛС — Ан-72Р, у якого замість РЛС з антеною, що обертається в дископодібному обтікачу, використовується РЛС з фазованою антенною решіткою. Антена цієї РЛС встановлена в напливах по обидві сторони фюзеляжу.
Інформація з проєкту Ан-72Р («виріб 88») залишається фактично недоступною. Як пише в поки ще не опублікованих спогадах провідний конструктор цього літака В. В. Небаба, машина була аналогом американського Boeing Е-8А j-Stars.
Вона призначалася для радіолокаційної розвідки, виявлення на великій відстані наземних цілей і наведення на них наземних і повітряних засобів ураження. Розробником спецкомплексу було Московське НВО «Пальма» (головний конструктор А. А. Лебедь). За цією програмою переробили три серійні Ан-72 (сер. № № 01-04, 01-05, 02-01).
Їх характерною зовнішньою відзнакою стали великі обтікачі, встановлені вздовж бортів, під якими перебували антени цільового обладнання. Літаки передали в розпорядження Московського НВО «Взлет» для проведення випробувань, які завершити не вдалося. Ще один Ан-72 (сер. № 10-09) надійшов для переробки на дослідне виробництво Київський механічний завод (КМЗ) в 1990 р., але так і залишився у незавершеному вигляді.

## Сучасний стан програми
Зважаючи на відсутність фінансування роботи з його створення і доведення були заморожені наприкінці 1990. Антоновський комплекс так і не був прийнятий на озброєння. Та ж доля спіткала Іл-76ПП. Ан-71 вперше був показаний в Москві в 1995 р. на стендах АНТК імені Олега Антонова і НПО "Вега".
Літак Ан-71 виготовлений у двох примірниках, в 90-х рр роботи з цієї тематики припинені.
Один екземпляр зараз стоять на аеродромі Святошин в Києві. Літак без двигунів, частини обладнання. У вкрай поганому стані, з нього знято окрім іншого й антену РЛС. На екземплярі, що лишився в відносно гарному стані на початку 2010 року розпочалися роботи з відновлення літака для передачі його в Державний музей авіації.
І в липні 2010 р. на честь 25-річного ювілею першого польоту, на музейну стоянку в Жулянах був вставлений новий експонат: літак Ан-71 СССР-780361 (сер. № 03). В червні 2011 р. на літак Ан-71, що експонується в музеї, були встановлені оригінальні двигуни Д-436К, які прибули із Запоріжжя.
Дана модифікація двигуна була розроблена на базі основної модифікації Д-36 спеціально для літака Ан-71, оскільки він мав потребу у двигунах підвищеної потужності. Всього двигунів Д-436К було вироблено лише декілька, чотири з яких експлуатувались на двох дослідних екземплярах Ан-71.
Ця робота здійснюється в рамках започаткованого наприкінці 2009 р. співробітництва між Державному музею авіації України та ДП «Антонов» щодо формування в музеї титульної колекції «АНТОНОВ», метою якого є створення повної колекції літаків марки «Ан».

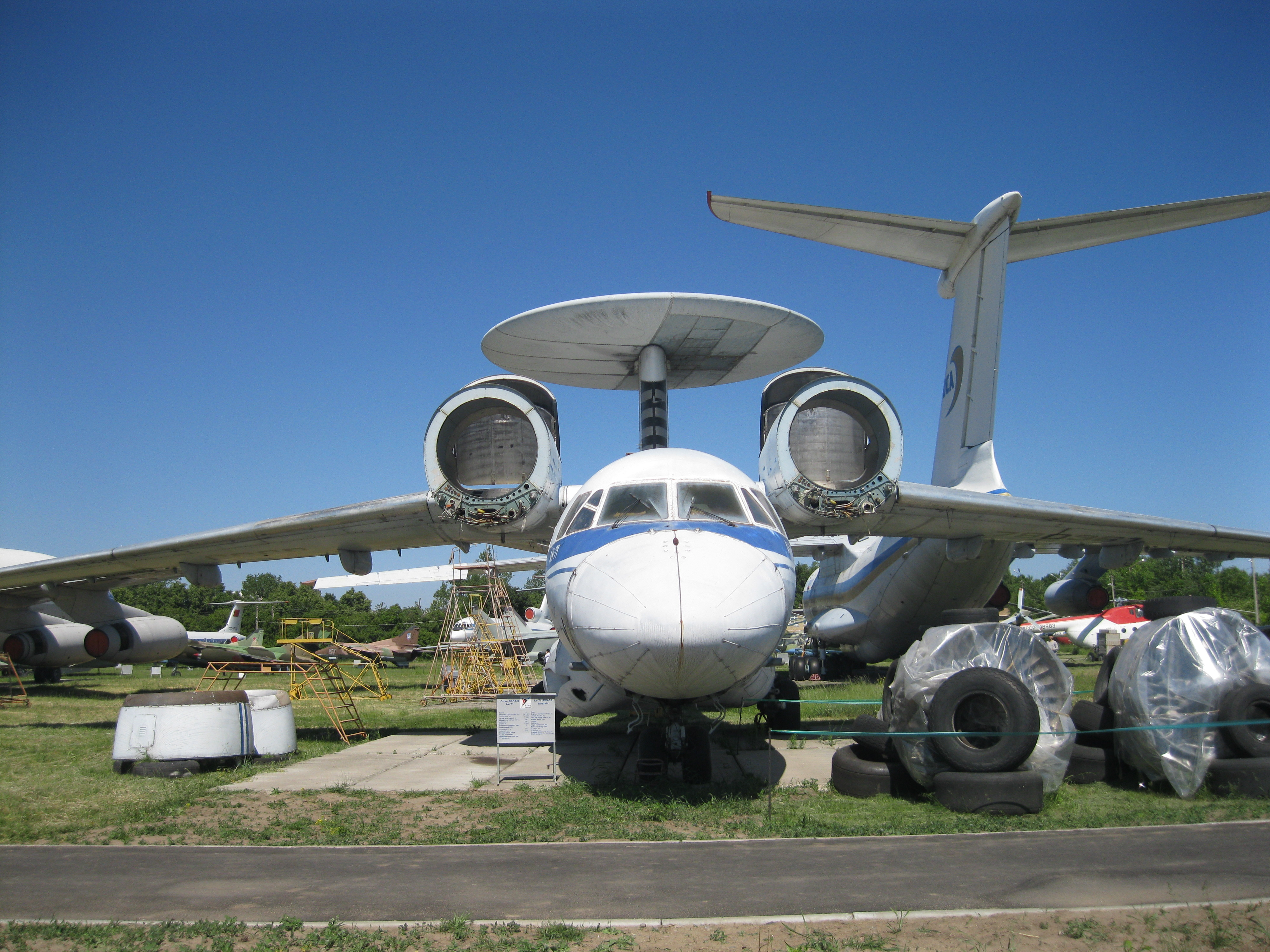
Ан-71 в Державному музеї авіації

Втім для сучасних збройних сил для оперативної координації роботи бойових авіаційних груп назріває необхідність мати подібний літак наземного базування. Однак, зараз питання реанімації програми не стоїть на порядку денному. За оцінкою інститутів MO і МАП застосування Ан-71 дозволило б підвищити бойову ефективність винищувальної авіації в 2,5-3 рази. Літак може мати і небойове застосування: для ретрансляції інформації про повітряну обстановку, управління повітряним рухом в неосвоєних районах, розпізнавання надводних і повітряних об'єктів, проведення пошукових операцій тощо. Ан-71, його системи і комплекси не вимагають застосування спеціальних засобів обслуговування і дозволяють здійснювати тривалу (до 30 діб) експлуатацію машини у відриві від основної бази.
Головний конструктор Ан-71 Олександр Науменко вважає, що Ан-71 і сьогодні міг би служити у збройних силах України. На його думку, літак ідеально впорався б з охороною державного кордону і користувався б попитом за кордоном. Але тепер очевидно, що в випадку створення, вже створювався б інший літак, такий що відповідав би сучасним віянням в авіації. Навіть сьогодні Ан-71 вже можна зробити кращим завдяки колосальному технологічному стрибку, що був здійснений в авіаційній промисловості. В Державній цільовій оборонній програмі розвитку озброєння та військової техніки на 2012–2017 роки передбачається випуск 3 літаків ДРЛС, але чи це буде літак на базі Ан-72 чи Ан-140, чи ж це буде система Erieye, що встановлюється на літаки Saab 340, Saab 2000 й Embraer R-99, наразі невідомо.